# Іда Камінська
Іда Камінська (їдиш אידה קאַמינסקאַ, пол. Ida Kamińska, 18 вересня 1899, Одеса — 21 травня 1980, Нью-Йорк) — єврейська та польська театральна та кіноакторка, режисерка, одна з найвидатніших акторок в історії єврейського театру.
У 1939-1941 — директорка, режисерка і акторка Львівського державного драматичного єврейського театру. У 1949-1968 — директорка єврейських театрів у Лодзі, Вроцлаві та Варшаві.
Перша акторка зі соціалістичних країн, номінована на «Оскара» (1966; за найкраще виконання головної жіночої ролі у чехословацькому фільмі «Магазин на площі» (слов. Obchod na korze), 1965).

## Родина
Мати — Естер Рахель Камінська, знаменита єврейська акторка, «мати єврейського театру». Батько — Аврам Іцхак Камінський (1867—1918), театральний актор, режисер і продюсер.
Була сестрою музиканта Йозефа Камінського й акторки Регіни Камінської (1894–1913), кузиною актора Денні Кея.

## Біографія

### 1899—1939
Народилася в готелі «Театральная гостинница» в Одесі, де на гастролях перебували її батьки.
1904 — у 5-річному віці вперше виступила на театральній сцені (театр Jardin d'Hiver, Варшава).
1912 — у 13-річному віці дебютувала на кіноекрані у польсько-єврейському фільмі «Міреле Ефрос» (Mirełe Efros), де також знімалися її мати та сестра. Загалом протягом життя знялася в 11 фільмах, за участь в одному з них отримала «Оскар» (1966).
1916 — після закінчення гімназії професійно дебютувала на сцені Єврейського Театрі у Варшаві, створеного її батьками (1913).
1918 — після смерті батька виїхала з матір'ю з окупованої німцями Польщі на гастролі в окуповану німцями Україну (повернулися до Варшави 1921 року).
1924-1928 — разом із першим чоловіком Зигмунтом Турковим керувала Варшавським Єврейським Художнім Театром (Żydowski Teatr Artystyczny, Warszawer Idiszer Kunstteater).
1931-1932 — перебувала на гастролях у Бельгії та Франції.
Від 1933 керувала власною театральною трупою.

### Друга світова війна
Після початку Другої світової війни її помешкання та театр були зруйновані під час бомбардування 6 вересня 1939.
Невдовзі була попереджена знайомими про те, що її прізвище внесене до нацистських списків режисерів антигітлерівських вистав, засуджених до ліквідації. Через це залишила Варшаву і дісталася Львова.
Невдовзі нова більшовицька влада призначила Камінську директором Львівського державного драматичного єврейського театру (діяв на вулиці Ягеллонській, у приміщенні теперішнього Першого українського театру для дітей та юнацтва).
Іда Камінська поставила в цьому театрі вистави «Без вини винні» О.Островського та «Овечу криницю» Лопе де Вега.
У «Без вини винні» вона була також виконавицею головної ролі (Атрадіна в першому акті та Кручиніна в інших трьох актах).
«Ставлячи кохання, людяність над усе, вона [Атрадіна] не може припустити думки, що гроші можуть відняти у неї ці ніжні почуття. І саме це останнє з вийнятковою силою і майстерністю підкреслила тов. Камінська у першому акті… В цьому і складність ролі Кручиніної, але у виконанні цієї ролі Ідою Камінською невідомо де дівається складність. Правдоподібний, життєвий, переконливий, хвилюючий образ Кручиніної створила Іда Камінська… Іда Камінська, і як режисер, і як акторка показала високу культуру своєї творчої майстерності. Фінальна сцена п'єси зроблена з повним знанням дорученої справи і лишає у глядачів незабутнє вражіння», — писав театральний рецензент газети «Вільна Україна».
В «Овечій криниці» Камінська була не лише режисером, але й автором інсценізації та виконавицею ролі Лауренції.
Театральний рецензент «Вільної України» так коментував виставу: «В інсценізації Іди Камінської ми побачили яскраве видовище, супроводжене приємною музикою, якого основною рисою є майже оперна умовність і театральність… У спектаклі Камінської насильство, яке доконує вусатий горлань-командор над боязким і смішним Менго, викликає враження гри, а не ілюзію дійсності. Все це не торкається сцен бунту, які виконано прекрасно і які викликають живий відгук серед глядачів. У них є революційний порив і сила народного гніву… Серед артистів виділяються Іда Камінська і Натан… Іда Камінська ставила у свій час цей спектакль у Варшаві. В тих умовах неможливо було поставити його як слід. Щоб дати небуденні сцени бунту на це треба було мати багато громадянської сміливості. Багато дечого доводилося тоді стушовувати в п'єсі. Тепер можна було деякі сцени відтворити ближче до оригіналу».
У червні 1941 (після нападу Третього Рейху на СРСР) Іда Камінська виїхала до Рівного, потім через Харків і Баку до міста Фрунзе (нині місто Бішкек). Тут організувала нову театральну трупу, яка виступала у місцевій філармонії та у різних містах СРСР.
У цей час народила сина Віктора від другого чоловіка, Мар'яна Мелмана.
1944–1946 — працювала на Московському радіо, вела програми польською й іншими іноземними мовами.

### 1947—1968
1947 — разом із чоловіком і сином повернулася з Москви до Варшави.
Протягом повоєнних років клопотала про звільнення та повернення до Польщі доньки від першого шлюбу, яка відбувала заслання в СРСР (повернулася на батьківщину у 1956).
1949–1953 — директор Єврейського Театру в Лодзі.
1953–1955 — директор Нижньосилезького Єврейського Театру (Вроцлав).
1955–1968 — директор Єврейського Театру ім. Естер Рахель Камінської у Варшаві.
У 1956–1960, після чергових хвиль еміграції євреїв із Польщі, глядацька аудиторія Іди Камінської зменшилася, тому акторка щораз частіше виїздила у турне по Європі, Америці, Ізраїлю, Австралії.
1965 — знялася в чехословацькому фільмі «Магазин на площі», роль в якому принесла їй в 1966 році номінацію на премію «Оскар» (найкраща головна жіноча роль).
1966 — виїхала разом з трупою на гастролі в США, де здобула великий успіх.
Після подій березня 1968 на знак протесту проти офіційної антисемітської пропаганди добровільно пішла у відставку.

### Еміграція
У серпні 1968 виїхала з родиною до Відня, а звідти — до Тель-Авіву.
Від кінця 1968 оселилася в Нью-Йорку, де марно намагалася створити Yiddish Theater.
1970 — востаннє знялася в кіно — разом з Гаррі Белафонте зіграла головну роль у фільмі «Мій янгол-хоронитель» (The Angel Levin).
1973 — написала автобіографію «Моє життя, мій театр», видану у Нью-Йорку.
1975 — емігрувала зі США до Ізраїлю.
1977 — повернулася до Нью-Йорку, щоби відзначити 60-річчя своєї творчої діяльності.
Померла внаслідок серцевого нападу в Нью-Йорку, де й була похована на Mount Hebron Cemetery.

## Фільмографія
- 1912: Міреле Ефрос
- 1913: Двомужниця
- 1913: Кара Божа
- 1914: Мачуха
- 1916: Подружжя на роздоріжжі
- 1924: Присяга
- 1939: Бездомні
- 1948: Вулиця Гранична
- 1965: Магазин на площі
- 1967: Чорна сукня
- 1970: Мій янгол-хоронитель